# Tollov zaljev
Tollov zaljev (rus. Залив Толля) je zaljev u Karskom moru, Rusija. Administrativno, Tollov zaljev i njegovo susjedno područje administrativno pripadaju Tajmirski Dolgano-neneckom rajonu Krasnojarskog kraja Ruske Federacije.

## Geografija
Toll Bay se nalazi na zapadnim obalama poluotoka Tajmir, sjeveroistočno od Tajmirskog zaljeva i otvoren je prema zapadu. Ograničeno je rtom Oscar, rtom poluotoka Oscar, s njegove jugozapadne strane i rtom Sterligov na njegovoj sjeveroistočnoj strani. Otok Lišni nalazi se sjeverno od zaljeva, oko 16 km od obale.
Tollov zaljev je okružen sumornom obalom tundre. Klima na ovom području je oštra, s dugim i ljutim zimama te čestim mećavama i burama. Ova pusta uvala zaleđena je oko devet mjeseci u godini, a čak ni ljeti nikada nije potpuno oslobođena santi leda.

## Povijest
Ovaj je zaljev istražio ruski geolog barun Eduard von Toll tijekom svog posljednjeg pothvata, ruske arktičke ekspedicije 1900. – 1902., a kasnije je nazvan po njemu.
Cijelo područje dio je Velikog arktičkog državnog rezervata prirode, najvećeg rezervata prirode u Rusiji.

## Daljnje čitanje
- William Barr, Posljednja ekspedicija baruna Eduarda von Tolla.

## Vanjske poveznice
- Policiklički aromatski ugljikovodici u otočnim i obalnim tlima ruskog Arktika